# Дом для народа
«Дом для народа» (швед. folkhemmet) — лозунг социал-демократической партии Швеции. Имеет как более общий смысл — то, что вся страна должна стать «домом» для граждан, так и более конкретный — обеспечение большинства доступным жильём.

## История

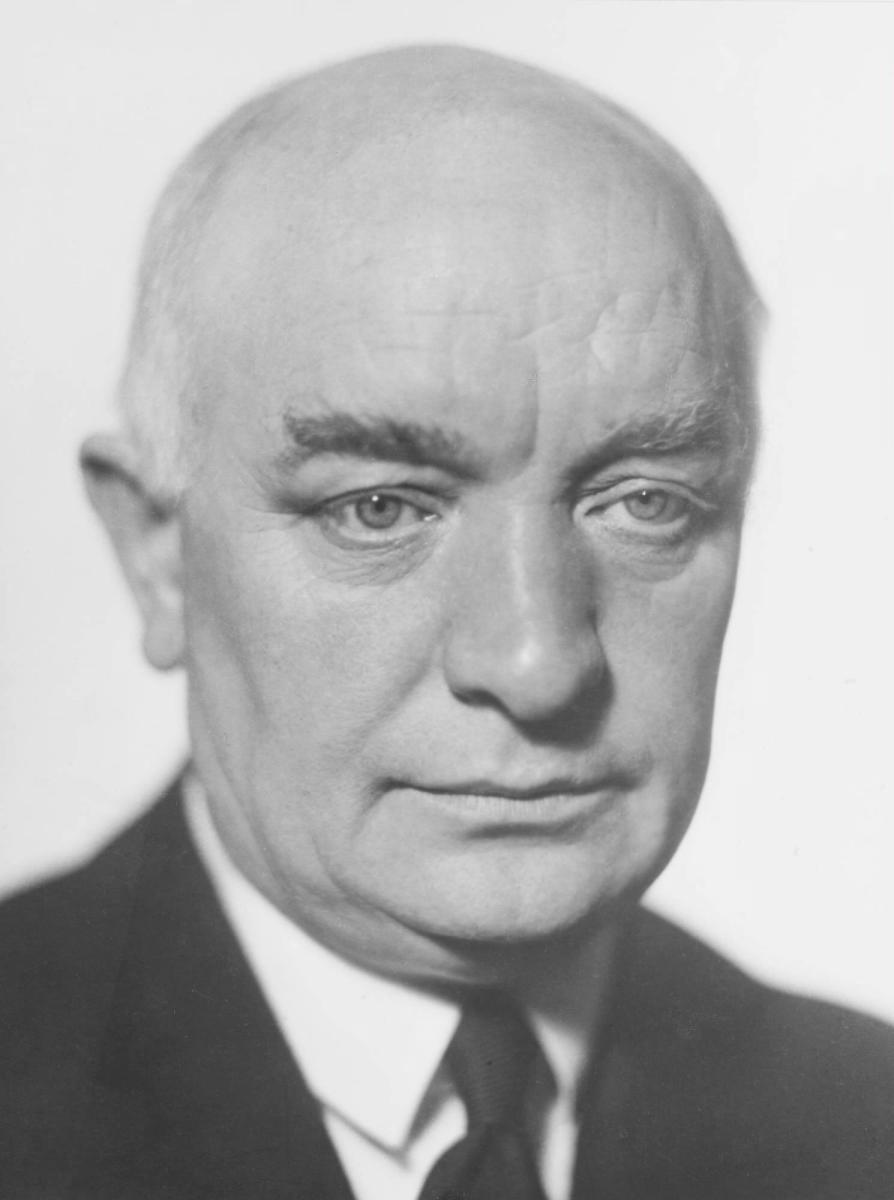
Пер Альбин Ханссон.

Концепцию представил Пер Альбин Ханссон 18 января 1928 года, объясняя её тем, что Швеция должна стать более похожа на «хороший дом» и положить начало равенству и взаимопониманию.
Ханссон пропагандировал мысль о том, что традиционное классовое общество должно быть заменено на «дом для народа» (folkhemmet).
Концепция появилась в то время, когда национализация стала подвергаться сомнению, и понятие классовой борьбы отмечалось как забытое партией, концепция основополагалась на раннем социал-демократическом движении. Взамен они адаптировали плановую экономику, и то, что можно было бы назвать функциональным социализмом, где бизнес контролировался бы через регулирование, в отличие от государственного владения. Правительство тоже имело бы большой контроль над личностями, однако, только в объёме необходимом для увеличения благосостояния граждан.
Хорошее и легкодоступное образование, даже на высших уровнях, признано несомненно важным для строительства нового общества. Как результат, Швеция стала одной из первых стран в мире, которая предложила бесплатное образование на всех уровнях, включая все государственные университеты, наряду с несколькими новыми университетами основанными в 1960-х годах. Бесплатное обязательное медицинское страхование было введено государством в 1947-55 годах, наряду с разными другими социальными службами.